# Paul Bocuse
Paul Bocuse, född 11 februari 1926 i Collonges-au-Mont-d'Or nära Lyon, död 20 januari 2018 i Collonges-au-Mont-d'Or, var en fransk kock.
Bocuse, som växte upp i en släkt med lång tradition inom kockyrket, anses vara en av 1900-talets främsta kockar och var en av de första kockarna att bli en offentlig person. Han har även lärt upp många framgångsrika kockar, däribland Eckart Witzigmann som blev den första tysken att få tre Michelinstjärnor, som betyder "exceptionellt bra kök, värt en egen resa".
Bocuse fick sin första Michelinstjärna 1958. Han gjorde om sin fars krog L'Auberge du Pont de Collonges till en framstående restaurang, och fick sin andra stjärna 1960, och en tredje stjärna 1965.
Bocuse har från 1970-talet varit en av de främsta företrädarna för nouvelle cuisine, "det nya franska köket".
Det inofficiella europamästerskapet i matlagning, Bocuse d'Or Europe är uppkallat efter honom.